# Europa regina

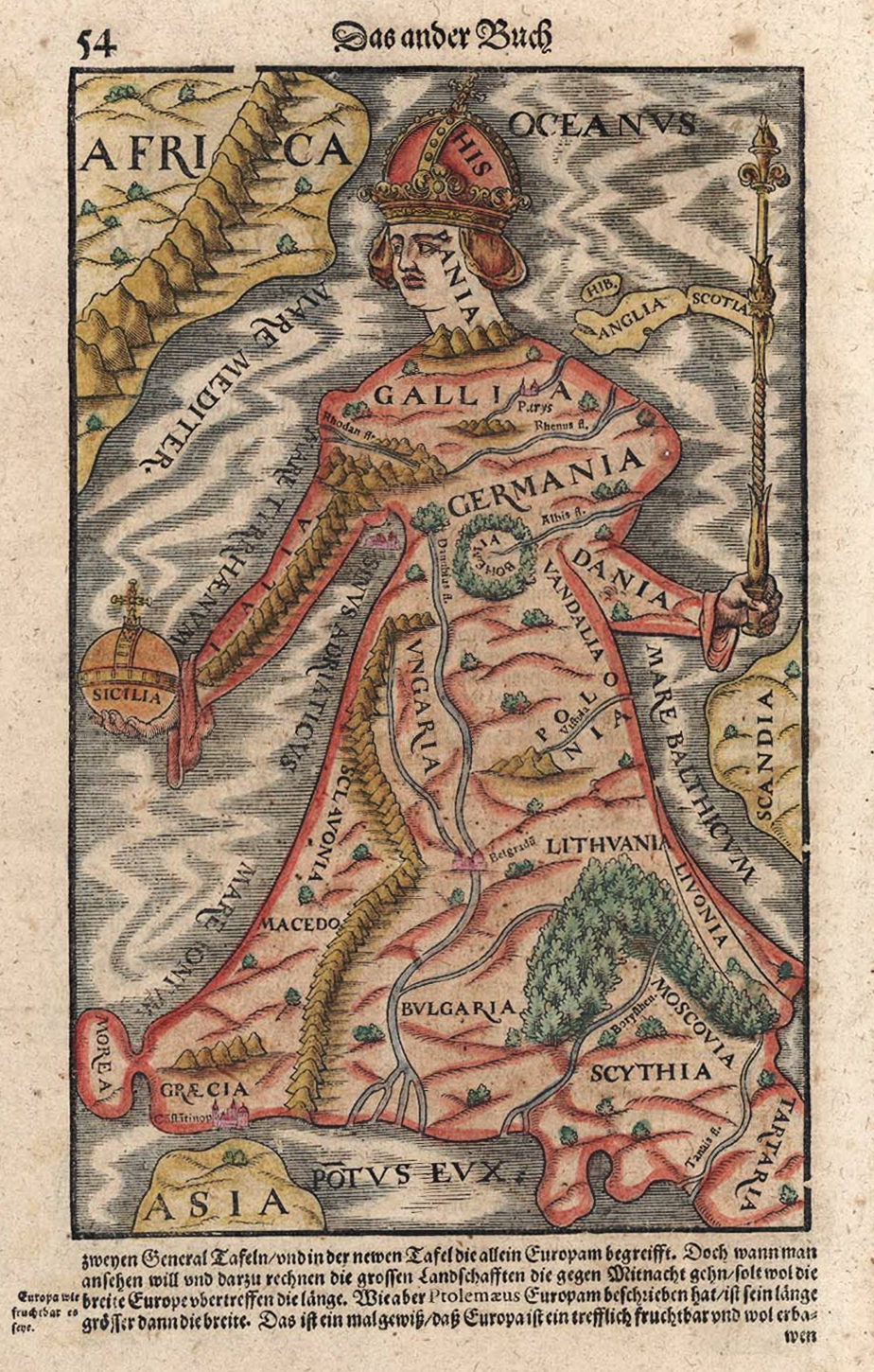
Europa regina na "Cosmographia" de Sebastian Münster.

Europa regina, do latim para Rainha Europa, é a representação do mapa do continente europeu como uma rainha. Introduzida e popularizada durante o período maneirista, a Europa é representada na posição vertical com a Península Ibérica a formar a cabeça coroada e a Boémia como o seu coração.

## Origens
Durante a Idade Média europeia, os mapas normalmente aderiram-se ao mapa T e O, representando Jerusalém no meio e a Europa, Ásia e África aos extremos. Os mapas separados da Europa eram extremamente raros; os únicos exemplos conhecidos são um mapa da enciclopédia medieval Liber Floridus de Lambert de Saint-Omer, publicada em 1112 e um mapa bizantino do século XIV. O seguinte mapa centrado na Europa foi publicado pelo cartógrafo Johannes Putsch em 1537, no início da Idade Moderna.
O mapa de Putsch foi o primeiro a representar a Europa como Europa regina, com as regiões europeias a formarem uma figura humana do sexo feminino com uma coroa, um ceptro e um orbe. O mapa foi impresso pela primeira vez pelo calvinista Christian Wechel. Embora muito sobre a origem e perceção deste mapa sejam desconhecidas, sabe-se que Putsch (cujo nome foi latinizado como Johannes Bucius Aenicola, 1516-1542) manteve relações estreitas com o imperador do Sacro Império Romano-Germânico, Fernando I de Habsburgo e que a popularidade do mapa aumentou significativamente durante a segunda metade do século XVI. O termo moderno Europa regina não era utilizado ainda pelos contemporâneos de Putsch, que em vez disso utilizaram a frase em latim Europa in forma virginis ("Europa na forma de uma donzela").
Em 1587, Johann Bussemacher publicou uma gravura de cobre de Matthias Quad, mostrando uma adaptação da Europa regina de Putsch, como "Europae descriptio". Desde 1588, outra adaptação foi incluída em todas as edições posteriores de "Cosmographia" de Sebastian Münster, as edições anteriores haviam incluído ela apenas algumas vezes. Na obra "Itenerarium sacrae scripturae" de Heinrich Bünting, que tinha um mapa da Europa com as características femininas incluídas na sua edição de 1582, mudou para Europa regina na sua edição de 1589. Com base nestes e noutros exemplos, o ano de 1587 marca o ponto em que muitas publicações passaram a adotar a imagem da Europa regina.

## Descrição
Europa regina é representada como uma mulher jovem e graciosa. Sua coroa, colocada na Península Ibérica, é formada após com uma coroa de estilo carolíngio. A França e o Sacro Império Romano-Germânico formam a parte superior do seu corpo, com a Boémia sendo o seu coração. Seu vestido longo estende-se até a Hungria, Polónia, Lituânia, Livónia, Bulgária, Moscóvia, Albânia e a Grécia. Em seus braços, formados pela Itália e Dinamarca, ela segura um ceptro e um orbe (Sicília). Na maioria das representações, a África, Ásia e a península Escandinava são parcialmente mostradas, assim como as esquematizadas Ilhas Britânicas.

## Simbolismo
Em 1537, quando a Europa regina foi introduzida, o imperador do Sacro Império Romano-Germânico, Carlos V de Habsburgo, uniu as terras de Habsburgo nas suas mãos, incluindo o seu país de origem, Espanha. Assim, o mapa é orientado para o oeste a ter a Espanha como a cabeça coroada, apontando para Habsburgo a reivindicar serem os imperadores universais da Europa. As ligações mais óbvias para o imperador do Sacro Império Romano-Germânico eram a coroa carolíngia e a insígnia imperial - o ceptro e o orbe. Outra ligação com Carlos V é o vestido, que se assemelha ao código de vestuário contemporâneo na corte de Habsburgo e o rosto da rainha, que alguns dizem que se assemelha a esposa de Carlos V, Isabel. Como nos retratos contemporâneos de casais, a Europa regina está com a cabeça virada para a direita e também segura o orbe com a mão direita, que tem sido interpretada como uma cobertura e oferta de poder do seu marido imaginário, o imperador.
Mais generalizada, a Europa é mostrada como a res publica christiana, a Cristandade unida na tradição medieval e grande, ou até mesmo a potência dominante no mundo.
Uma terceira alegoria é a atribuição da Europa como o paraíso pela colocação especial dos corpos de água. Como a iconografia contemporânea descreveu o paraíso como uma forma fechada, a Europa regina é cercada por mares e rios. O rio Danúbio é descrito de uma forma que se assemelha ao curso do rio bíblico que flui através do paraíso, com o seu estuário formado por quatro braços.
Aquela Europa regina rodeada por água é também uma alusão à antiga mitologia Europa, que foi raptada por Zeus e levada para a água.
Europa regina pertence à alegoria moderna de Europa triumphans, ao contrário de Europa deplorans.

## Mapas relacionados
A arte da modelação de um mapa numa forma humana também pode ser encontrada num mapa desenhado por Opicino de Canistris, que mostra o mar Mediterrâneo. Este mapa publicado em 1340, que precede o mapa de Putsch, mostra a Europa como um homem e o Norte de África como uma mulher.
Enquanto que nos mapas da Europa regina a geografia real seja subordinada à forma feminina, a abordagem oposta é vista num mapa desenhado por Hendrik Kloekhoff e publicado por Francois Bohn em 1709. Neste mapa intitulado "Europa. Volgens de nieuwste Verdeeling" ("Europa, de acordo com a classificação mais recente"), uma mulher é sobreposta a um mapa que mostra uma geografia bastante precisa da Europa, e embora o mapa seja orientado para o oeste com a Península Ibérica a formar a cabeça como a imagem da Europa regina, isto resulta numa mulher abaixada, correspondente com a Europa deplorans em vez da alegoria de Europa triumphans.